# Bruno Felipe Lima Teixeira
Bruno Felipe Lima Teixeira, mais conhecido como Bruninho, (São Paulo, 18 de setembro de 1992), é um futebolista brasileiro que atua na posição de volante. Atualmente joga no XV de Piracicaba.

## Carreira
Revelado pela Portuguesa em 2011, ficou no banco em 3 oportunidades pela Série B. Em 2012 estreou como profissional em jogo valido pela Copa do Brasil, por goleada de 4x0 em cima do Juventude no dia 13 de abril de 2012. Desde então foi bem em várias partidas da portuguesa, e em 2013 atuou em 9 partidas da Série A do Brasileirão. Após boas atuações nos campeonato disputados, vinha chamando a atenção de alguns clubes. Assinou um pré contrato com o Palmeiras no início de 2014. Após rescisão amigável com a Portuguesa transferiu-se ao Palmeiras com quem já tinha um pré contrato assinado. Por conta de lesões não teve muitas oportunidades no Palmeiras. No inicio de 2015 foi emprestado ao Santa Cruz. Marca seu primeiro gol contra o Bragantino, gol que decretou a vitória tricolor por 3x1, na 29° rodada da Série B. Participou do elenco que levou o tricolor de volta a elite do futebol brasileiro.

## Títulos
Portuguesa
- Campeonato Brasileiro de Futebol - Série B: 2011[4]
- Campeonato Paulista de Futebol - Série A2: 2013[4]

Santa Cruz
- Campeonato Pernambucano: 2015[4]

Ituano
- Campeonato Brasileiro de Futebol - Série C: 2021[4]